# Xã Paynesville, Quận Stearns, Minnesota
Xã Paynesville (tiếng Anh: Paynesville Township) là một xã thuộc quận Stearns, tiểu bang Minnesota, Hoa Kỳ. Năm 2010, dân số của xã này là 1.421 người.